# Uendelige verden
Uendelige verden er en bestsellerroman fra 2007 af Ken Follett og efterfølgeren til Jordens søjler fra 1989.
Uendelige verden foregår i den samme by som Jordens søjler — Kingsbridge — og følger efterkommere af Jordens søjlers personer cirka 157 år senere. Handlingen inkluderer to meget vigtige og store historiske begivenheder, heraf begyndelsen på Hundredårskrigen og den sorte død. I 2017 blev bogen efterfulgt med Den evige ild.

## Tv-serie
En tv-serie, produceret af Scott Free og Tandem Communications, bearbejdet af John Pielmeier og instrueret af Michael Caton-Jones havde premiere i 2012 Den havde premiere ved Showcase i Canada den 4. september 2012 og premiere på DR1 den 3. april 2015. Den otte episoders lange tv-serie har Cynthia Nixon, Miranda Richardson, Peter Firth, Ben Chaplin, Charlotte Riley, Sarah Gadon og Tom Weston-Jones som skuespillere.

## Historiske referencer
- Kong Edward III's hersken bestemmer det historiske miljø i romanen.
- De strukturelle problemer der tvang Kingsbrigdes katedral til at blive genopbygget blev opsat og inspireret efter en hændelse ved en gammel katedral i den spanske by Vitoria-Gasteiz (fra forfatterens Anerkendelser).
- Merthins mål i sin stræben efter at bygge det højeste kirketårn var Salisbury Cathedral.
- De kapitler der fandt sted i Frankrig indeholder meget nøjagtige og realistiske beskrivelser af slagene ved Blanchetaque og Crécy.
- Selvom al handling der foregår i England sker i de fiktive byer Kingsbridge og Shiring, findes områder såsom Melcombe, Gloucester, Monmouth, Shaftesbury, Exeter, Winchester og Salisbury som befinder sig i nærheden. Dette placerer miljøet et eller andet sted i det syd-centrale England.
- De mystiske nedgravede brev, hvis indhold først blev afsløret i slutningen af romanen, svarer på mange måde til det historiske Fieschi Brev.

## Handling
Romanen begynder i den fiktive by Kingsbridge beliggende i England i år 1327. Fire børn - Merthin, Caris, Gwenda og Merthins lillebror Ralph - går ind i skoven allehelgensdag. Sammen overværer børnene drabet på to bevæbnede mænd, som blev dræbt i selvforsvar af sir Thomas Langley, hjulpet af Ralph. Børnene flygter, lige på nær Merthin, som hjælper den skadede sir Thomas med at nedgrave et brev, og bliver instrueret i at aflevere det hvis og når sir Thomas skulle dø. Derefter flygter sir Thomas til Kingsbridge og søger ly i munkeklosteret og bliver en benediktinermunk, og de fire børn sværger aldrig at snakke om hvad de så.
Ti år senere er Caris og Merthin forelsket i hinanden. Da en sektion af Kingsbridge Katedrals hvælvinger kollapser viser Merthin, som nu er tømrerlærling, sine særlige evner, ved at udvikle en billigere måde at reparere end sin mester.
Ralph, nu en af jarl Roland af Shirings væbnere, fremprovokere en kamp og får brækket sin næse af en bonde fra Gwendas landsby kaldet Wulfric, som Gwenda er håbløst forelsket i. Gwenda bliver solgt for en ko af hendes far for at blive en sexslave ved en fredløs lejr. Hun dræber en af de fredløse imens han voldtager hende, og flygter. Hun bliver forfulgt af hendes køber, men drukner ham da Kingsbrigdes bro kollapser, en tragedie der dræbte mange, heriblandt hele Wulfrics nærmeste familie og prior Anthony af Kingsbridge. Midt i ulykken redder Ralph jarl Rolands liv og bliver belønnet med at være lord over Gwendas landsby, Wigleigh.
Gwenda og Wulfric går tilbage til Wigleigh og forsøger at få Wulfric til at arve sin fars land. Kravet på arven bliver nægtet af Ralph grundet sit had mod Wulfric. Grundet sin nu betydeligt forværrede fremtidsudsigter forlader Wulfrics smukke, kommende kone ham, hvilket tillader Gwenda at gifte sig med ham i stedet. Gwenda prøver så at få Wulfrics families land tilbage til Wulfric, ved at have sex med Ralph, men Ralph holder ikke sin del af aftalen. Gwendas første søn, Sam, bliver undfanget gennem denne affære.
Imens overlister munkeklosterets sakristan, Godwyn, prior Anthonys nevø, sine konkurrenter og vinder priorvalget med en overvældende sejr. Godwyn påstår at være en nytænker, men viser sig at være meget konservativ og begynder hurtigt at starte konflikter mellem byens førende borgere af flere grunde, herunder finansiering og opførelsen af en stor og flot ny bro designet af Merthin, samt tillade byens borgere at valke uld i den voksende stofindustri. Caris, som bliver praktiserende oldermand, udgør i særdeleshed også et stort problem for Godwyn. Udover at være hendes kusine, beskylder Godwyn Caris for at lave hekseri, i håb om at kunne henrette hende på den måde. For at undgå at blive henrettet melder Caris sig ind i Kingsbridges nonnekloster. Da hans kommende ægteskab med Caris nu vil være umuligt, forlader Merthin Kingsbridge for at komme til Firenze, Italien for at udføre sin drøm om at blive en meget succesfuld bygmester.
Otte år senere, da Godwyn stjæler penge fra de væsentligt mere indbringende nonner, rejser Caris til Frankrig for at appellere til biskoppen, som er med King Edward III i kamp i Frankrig. På vej til ham er hun vidne til englændernes hærgen i Frankrig, og fungere som en feltsygeplejerske under Slaget ved Crécy, hvor Ralph, som havde flygtet fra anklagen af voldtægt og mord i England, redder Prinsen af Wales og bliver belønnet med at hans livslange drøm om at blive ridder bliver en realitet. Caris' ærinde var desværre forgæves da Kingsbridges biskop såvel som jarl Roland blev dræbt under slaget.
Firenze bliver hærget af Den sorte død, som ankom til Messina i 1347. Efter at Merthin, som for nylig var blevet enke, var kommet sig efter pestudbruddet, oplever han en åbenbaring af sin kærlighed til Caris og tager tilbage til Kingsbridge med sin datter Laura (Lolla). Der finder han Caris, der ikke har lyst til at give afkald på sine søsterløfter. Samtidig med det bliver Merthin igen en del af fællesskabet ved at løse spørgsmålene om svagheder og revner i den nye bro under dens færdiggørelse efter han tog af sted.
Tusindvis af borgere i Kingsbridge dør under pestudbruddet, og byen kommer hurtigt ind i anarki. Godwyn mister modet og flygter med munkene hen til et isoleret kloster, hvor alle munkene dør, på nær Gwendas bror Philemon, som flygtede, og Thomas Langley. Da den tidligere priorinde i Kingsbridge dør, bliver Caris valgt som priorinde og forfremmet til fungerende prior i Godwyns fravær, og hun indfører brugen af masker og renlighed for at beskytte nonnerne mod pesten.
Efter William, den nye jarl af Shiring, dør af pest sammen med alle sine mandlige arvinger, ser Ralph en chance for at blive jarl. Efter at have myrdet sin unge hustru Matilda (Tilly) arrangerer han et bryllup med Williams enke lady Philippa, som han længe har begæret, og gør sig selv til jarl. Men Philippa afskyr ham og forlader ham for at bo i Kingsbridges nonnekloster, hvor hun hemmeligt mødes med Merthin og de får et barn sammen. I frygt for Ralphs vrede, forfører Philippa Ralph for at få ham til at tro barnet er hans. Det resulterer i at Merthin og Philippa ikke længere kan fortsætte deres affære.
Efter to år forsvinder pesten og Caris afsværger hendes klosterløfter, da hun endelig får muligheden for at administrere hendes eget uafhængige hospital, og gifter sig med Merthin. Efter ti års besværligheder får Kingsbridge købstadsrettigheder, hvilket befrier dem fra at blive styret af en prior, og Merthin bliver oldermand. Merthin løser også det gamle, vanskelige problem, med hvorfor katedralens hvælving faldt ned, ved at skille et af tårnene ad. Han genopbygger tårnet senere med et nyt og højere design, hvilket gør det til den højeste bygning i England.
Mangel på arbejdskraft, forårsaget af pesten, gør det muligt for Wulfric at få sin fars længe ventede land tilbage. Da Sam, den hemmelige søn af Ralph, dræber den lokale forvalters søn, afslører Gwenda hans rigtige far, Ralph, for at få Sam løsladt. Med denne viden afpresser Ralph igen Gwenda til at have sex med ham. Da Sam kommer gående derind hvor Gwenda og Ralph har samleje, begynder der et slagsmål hvor Sam og Gwenda dræber Ralph. Davey, Gwendas anden søn, forhandler sig frem til forpagtning og gifter sig med Amabel, datteren af Wulfrics tidligere forlovede, hvilket beviste for Gwenda at hendes liv ikke havde været helt spildt.
Gwendas bror Philemon bliver prior af Kingsbridge og prøver endda at blive biskop, men hans ambitioner bliver forpurret da sir Thomas Langley dør af alderdom. Merthin holder hvad han lovede, og gravede brevet op, og afslørede at den afsatte Kong Edward II i hemmelighed havde overlevet. Merthin udveksler brevet med en af kongens retsmedlemmer for til gengæld at få Philemon ud af Kingsbridge for evigt.
Da pesten kommer tilbage, formår Caris' intelligens, praktiske forstand og beslutsomhed, at undertrykke det tredje pestudbrud, hvilket gør hende til den mest populære og ærefulde person i Kingsbridge. Merthin færdiggøre sit kirketårn og det lykkes for ham at gøre Kingsbridge Katedral til den højeste bygning i England.

### Hovedpersoner
- Merthin: En rødhåret efterkommer af Jack Bygmester og lady Aliena, de to hovedpersoner i Jordens søjler. Kendt som blandt andet Merthin Fitzgerald, Merthin Bygmester, og Merthin Bridger. Merthin er den ældste søn af den vanærede ridder sir Gerald og lady Maud. En klog ung tømrer, bygmester, og arkitekt. Han bruger sin begavelse til sin fordel og har en livslang kærlighed for Caris. Han designer en radikal ny bro før han bliver tvunget til at give afkald på Caris. Da han kommer til Italien bliver han meget succesfuld i Firenze, hvor han bliver gift. Flere år senere, efter hans kone og hendes familie bliver dræbt af pesten i Firenze, rejser han tilbage til Kingsbridge med sin eneste datter, Lolla, og fastslår sin autoritet som bygmester. Han bliver oldermand i byens lav, og bliver til sidst gift med Caris. Han bygger et nyt hospital til Caris og et nyt kirketårn for Kingsbridge Katedral, hvilket gør den til den højeste konstruktion i England dengang. I Tv-serien bliver Merthin spillet af Tom Weston-Jones.
- Caris: Den viljestærke datter af Edmund Wooler – oldermand af sognets lav, og en direkte efterkommer af Tom Bygmester - Caris er en af de to hovedpersoner i romanen sammen med Merthin, som hun ved sandhed elsker gennem hele hendes liv. Siden barndommen har hun ønsket sig at blive læge, selvom kun mænd må blive læger. En beslutsom, målbevidst og klog kvinde, hun nægter at gifte sig for at beholde sin afhængighed, selvom at hun og Merthin elsker hinanden meget højt. Hendes stigende indflydelse på byen og hendes rolle i at frigøre købmændene fra klosterets kontrol bringer hende i konflikt med kirken, hvilket resultere i at hun bliver anklaget for hekseri og kætteri. Hun undgår sin dødsdom ved at komme ind i klosteret som nonne, takket være priorinden, Moder Cecilia, som så noget ganske unikt i Caris. Som leder af hospitalet, bruger hun sund fornuft og iagttagelse, og modsætter sig den tidligere ubestridte autoritet af lægemunke og medicinere. Under pestens udbrud indfører og håndhæver Caris hygiejneskikke for at forhindre pestens spredelse og skriver en bog med kurer og gode metoder til at undgå spredning af pesten og spredning af andre smitsomme sygdomme, hvilket bliver eftertragtet af apotekere overalt i England. Hun bliver valgt som priorinde af Kingsbridge efter Moder Cecilias død og bliver forfremmet til fungerende prior, da alle munkene flygtede fra Kingsbridge i frygt for pesten. Hun afsværger sine klosterløfter, bærer sig ad med at administrere et uafhængigt hospital og gifter sig med Merthin, som på det tidspunkt er lavets oldermand. Efter hun vellykket får bekæmpet det tredje pestudbruddet, bliver hun hædret i hele byen. I Tv-serien bliver Caris spillet af Charlotte Riley.
- Godwyn: En ældre fætter af Caris og munk i Kingsbridge Munkekloster. Godwyn viser sig selv som en reformator og formår at vinde priorvalget - med hjælp fra sin udspekulerede mor, Petranilla. Da det viser sig at Godwyn alligevel ikke er i stand til at kunne løse Munkeklosterets pengeproblemer vælger Godwyn, med fortsat råd fra sin mor, og med Philemons loyale hjælp, at prøve sig frem med mere markante løsninger for at kunne beholde sin position og forbedre sig selv politisk, sædvanligvis på bekostning af byen og det forenede nonnekloster. Godwyn dør af pest da han prøver at isolere sig selv og klosterets munke ved St. John-in-the-Forest. Han slutter sit liv uden at have opnået særlig mange af de ting han havde stræbt efter på trods af sine mange ubarmhjertige forsøg. I Tv-serien spilles Godwyn af Rupert Evans.
- Gwenda: Datter af landløse arbejdere i landsbyen Wigleigh og Philemons søster, som barn blev hun undervist i at stjæle af sin far, Joby, for at redde hendes familie fra at sulte. Hun stjæler sir Geralds pung og er derfor medskyldig i Geralds vanærede status og for sine to sønners skæbne, Merthin og Ralph. Hun bliver fremmedgjort af hendes familie da hendes far prøvede på at sælge hende for en ko. Selvom at hun aldrig rigtig undslipper fattigdom og tragedie, bruger hun sin forstand til at forbedre hendes situation og undgå fare. Selvom hun ikke er smuk og bliver beskrevet som "rottelignende", er Gwendas optræden sensuel, og bliver både begæret og foragtet af Ralph. Gwenda elsker Wulfric, på trods af at han er forlovet med Annet og er en livslang ven med Caris, på trods af de store forskelle mellem deres sociale klasse. Hun bliver voldtaget af Ralph og gifter sig med Wulfric da han ikke længere kan gifte sig med Annet. Gwenda stikker hendes daggert ind i den døende Ralphs mund for at holde det hemmeligt at hendes søn Sam, faktisk er Ralphs, ikke Wulfrics. I Tv-serien spilles hun af Nora von Waldstätten.
- Ralph: Merthins yngre bror og en fuldstændig modsætning. Han er en voldtægtsmand og en morder. Som den fødte kriger Ralph er, er han både selvisk, ubarmhjertig, og vil først stoppe når han bliver jarl og derved genvinde sin families værdighed. Han anser sin bror for ekstremt meget og bevarer ønsket om hans godkendelse og billigelse, selvom han sjældent tilpasser sin opførsel for at opnå det. Ralph har et livslang begær til lady Philippa, som også bliver hans anden kone. Han hader Wulfric. Ralph bliver tvunget til at søge eksil efter en retssag om voldtægt, og bliver en frygtet og berygtet fredløs, som bliver indstillet til hængning. Ralph slipper for døden ved at gå i krig i Frankrig og redder Prins Edward, Prinsen af Wales. Ralph kommer tilbage fra krigen som ridder, hvilket opfylder et livslangt mål om at rette op på familiens navn; bliver til sidst jarl af Shiring. Da han finder ud af at Sam er hans søn, afpresser han Gwenda til at have samleje med ham. Han bliver dræbt af Gwenda, da Sam finder dem liggende sammen, efter at have fulgt efter sin mor for at beskytte hende. I Tv-serien bliver Ralph spillet af Oliver Jackson-Cohen.

### Sekundære personer
- Thomas Langley: En ridder som ankommer i Kingsbridge i begyndelsen af bogen. Sammen med Ralph dræber han to af dronningens mænd, efter at de har angrebet ham. Han kommer til skade i en slåskamp, som fører til at han mister sin venstre arm fra albuen. Sammen med Merthin graver han en besked ned ved et træ. Han bliver munk for at undgå at blive straffet og fortæller Merthin, at han skal aflevere brevet til en præst, hvis han hører, at Thomas er død. Han er ven med Merthin og Caris og forpurrer mange af Godwyns planer. Han fanger Ralph og sikrer, at han står til ansvar for sine mange forbrydelser, men Ralph bliver dog senere benådet af kongen. Thomas Langley dør i 1361 som en gammel munk efter at have lidt under symptomer af senilitet. Merthin holder sit løfte om at grave brevet op, og finder ud af at kong Edward II aldrig blev dræbt, men flygtede og skjuler sig i eksil. Philemon finder også ud af det, men Merthin overlister ham og sælger brevet til kongen til gengæld for en forfremmelse af Canon Claude til biskop, og han får Philemon sendt til Avignon for at være pavens ambassadør. I tv-serien spilles Thomas Langley af Ben Chaplin.
- Lady Philippa: Adelsdame og hustru til Lord William af Caster, senere jarl William af Shiring. Hun afskyr Ralph lige fra begyndelsen af hans tid som væbner, men efter Williams og begge deres sønners død af pesten bliver hun tvunget til at gifte sig med Ralph af Kong Edward III. Snart efter bliver Ralph jarl, og deres gensidige afsky for hinanden vokser, hvilket ender med, at Philippa tager i kloster og har en kærlighedsaffære med Merthin, hvorved de får et barn sammen. Hun forfører Ralph for at overbevise ham om, at sønnen Roley er hans og undgår derved at blive dræbt for utugt. I tv-serien bliver hun spillet af Sarah Gadon.
- Wulfric: Attraktiv og hårdtarbejdende; søn af jordbesiddende bonde fra Wigleigh; hadet af Ralph Fitzgerald fordi han ikke lader sig provokere af ham; mister sin families jord, da hans familie dør ved kollapset af Kingsbridges-broen; politikken i byen (og Ralph) forhindrer ham i at få sin families jord tilbage; bliver ludfattig, men godt gift med Gwenda og får to sønner (uden hans vidende er en af dem dog ikke hans). Han får til sidst, til Ralphs irritation, sin families land tilbage, idet pesten næsten slår alle andre ihjel, der er i stand til at dyrke jord, ihjel. I tv-serien bliver Wulfric spillet af Tom Cullen.
- Philemon (Holger Wigleigh): Ambitiøs munk, søn af Joby og bror til Gwenda. I mange år var han Godwyns loyale assistent. Da munkene begynder at blive udslettet af pesten, undslipper han og forsvinder i lang tid. Da han kommer tilbage, efterfølger han Godwyn som prior, da pesten efterhånden er ebbet ud. Philemon er uærlig og skamløst selvpromoverende og som sådan tilbøjelig til at stjæle smykker og holder dem gemt et sikkert sted. Han stræber efter at blive biskop af Shiring, men bliver forbigået efter at Merthin har slået en handel af med en af kongens mænd med brevet fra Thomas Langley. Til slut bliver han kongelig udsending til Paven og forlader Kingsbridge.
- Elfric: Bitter og hævngerrig mestertømrer, Bygmester. Søn af en ældre, og mere talentfuld mester, Joachim. Han ser Merthin som en udfordring mod hans status og levebrød og gør alt der er muligt for at gøre Merthins liv svært. Mens han lever modsætter han sig Merthins forsøg på at blive accepteret i lavet, og argumentere med at han aldrig færdiggjorde sin læretid. Dør allerede i det første pestudbrud. I Tv-serien spilles Elfric af Ian Pirie.
- Annet: Flot og flirtende, men kedelig; bruger sin feminine charme til at sælge hendes families æg ved Kingsbridge markedet og tiltrækker Wulfric; tiltrækker uønsket opmærksomhed fra Ralph Fitzgerald og bliver senere voldtaget af ham. Afbrød sin forlovelse med Wulfric da han blev arveløs. Bliver aldrig tilfreds med sit liv og indser til sidst den store fejl hun har begået. Gennem historien anser Gwenda hende som modstander da hun bliver ved med at flirte med Wulfric. Til sidst ved brylluppet af deres to børn forsoner de sig da Gwenda indser at hun havde vundet.
- Kloge Mattie: Kingsbridges urtelæge og jordemoder; forlader pludseligt byen da en anden borger bliver anklaget for heksekundskab; lærer unge Caris helbredelseskundskab og urtekundskab; reddede Gwendas liv da uddannede doktorer og nonner ikke kunne få hende gennem fødselen af hendes første barn på en sikker måde; hun anbefaler altid sine patienter til at bede til Gud, for at undgå enhver beskyldning for at kunne heksekundskab eller djævelsk trylleri. I Tv-serien bliver Kloge Mattie spillet af Indira Varma.
- Joby Wigleigh: Laveste i Wigleighs sociale hierarki; landløs arbejder; mangler en hånd fra dengang han blev set stjæle; lyver, er utro og stjæler for at få mad til sin familie; sælger sin datter, Gwenda, til fredløse som sexslave for en ko. I Tv-serien spilles Joby Wigleigh af Andre Hennicke.
- Madge Webber: Eneste overlevende medlem af Webber familien efter pestudbruddet; ærbar og fattig i starten, men Caris ændrer hendes families formue ved at få dem til at væve og lave farvet tøj. Manden Mark var den første Kingsbridge borger der døde af pest, og hendes sønner døde også. Senere gifter hun sig igen og får en datter. I Tv-serien bliver Madge Webber spilet af Sally Bankes.
- Alice: Caris' søster; bryder sig ikke om Caris; gift med Elfric, som har Merthin som lærling; prøver at narre Merthin til at blive gift med hendes steddatter, Griselda.
- Griselda: Elfrics datter fra et tidligere ægteskab, forføre Merthin efter hendes tidligere kæreste, Thurstan ,forlader byen da han finder ud af hun er gravid. Prøver at lokke Merthin ind i et ægteskab med ham ved at bilde ham ind at barnet er deres. Planen bliver forpurret af Caris da hun finder ud af at Griseldas svangerskab har varet i flere måneder, mens Merthins affære kun fandtes sted fornylig. Opkalder sit barn Merthin for at provokere, men alle byens borgere har dog fundet ud af at det ikke er Merthins barn.
- Buonaventura Caroli; Italiensk uldhandlende som ofte handler i Kingsbridge; ven med Edmund, og senere med Merthin da han boede i Firenze; hjælper Caris med at udvikle farven og stoffet "Kingsbridge rødt"; er budbringer for Caris med nyheder fra og om Merthin efter han har bosat sig i Firenze.
- Lolla (Laura): Merthins datter med sin florentinske hustru; fik aldrig pest i Italien som spædbarn og bliver antaget for immun; bragt til Kingsbridge af hendes far efter hele familien dør af pest. Er til Merthins bestyrtelse meget oprørsk i sine teenageår og vælger til sidst at gå i Caris' fodspor som læge, og bliver lærling på Caris' hospital.
- Bessie Bell: Kropasserens datter; tager sig af Lolla og forfører Merthin da de kommer tilbage fra Italien, før Merthin bygger sit eget hus. Dør i det første pestudbrud i Kingsbridge og giver kroen til Merthin.
- Mair: En ung nonne med et smukt engleansigt, kortvarigt Caris' elsker, som hun rejste til Frankrig med, dør i det første pestudbrud i Kingsbridge. I Tv-serien bliver Mair spillet af Tatiana Maslany.
- Prior Anthony: Godwyn og Caris' onkel og prior af Kingsbridge i begyndelsen af bogen. Han dør i brokollapset i Kingsbridge.
- Prior Saul Whitehead: Nevø til jarlen af Shiring, prior af Saint-John-in-the-Forest, bliver valgt som den nye prior af Kingsbridge af jarlen, men bliver overbevist om ikke at stille op gennem manipulation af Godwyn.
- Bishop Richard: Yngre søn af jarl Roland, og da han stadig var en yngre mand blev han biskop af Kingsbridge; han er praktisk, men ikke from. Hans begær giver Godwyn et våben mod ham. Dør i Slaget ved Crécy.
- Tilly (Matilda af Tench): ung aristokrat; uddannet af Kingsbridge nonner; gift med Ralph i sine tidlige teenageår, giver Ralph én søn (Gerald) før hun bliver myrdet af Ralph.
- Henri af Mons, biskop af Kingsbridge: En god, intelligent og praktisk mand, han er ikke allieret med Caris, men har fra sin start som prior af Kingsbridge hjulpet og støttet hende. Selvom de begge har to vidt forskellige meninger, indser han at Caris er velvidende og succesfuld. Han er i et forhold med sin underordnede, Canon Claude, hvilket Caris udmærket ved, men afslører det aldrig. Han modkæmper Philemon når det er muligt. Han favoriserer Caris og bliver hurtigt nøglen til kraftbalancen i Kingsbridge.
- Petranilla: Mor til Godwyn og søster til Edmund Wooler og prior Anthony. Hun er meget udspekuleret. Hendes første mand dør før bogen begynder. Rådgiver Godwyn nøje, nogle gange mod hans vilje, og hendes plan får ham til at vinde priorvalget. Har et stærkt had mod sin niece Caris. Dør i det første pestudbrud. I Tv-serien spilles Petranilla af Cynthia Nixon.
- Edmund Wooler: Oldermand for menigheden og far af Caris og Alice. Bror til Petranilla og prior Anthony. Driver familiens uldforretning efter hans far dør og hans bror melder sig ind i Kirken. Ofte i modstrid med Kingsbridges priorer grundet at de ikke særlig ofte har nogen som helst interesse i byens borgere.
- Odila af Shiring, grevinde af Monmouth: Adelsdame, det eneste overlevende barn af jarl William af Shiring efter pesten dræbte hendes brødre. Hun blev gift med David af Caerleon, den unge, nye jarl af Monmouth. Som stedsøster af Ralphs sønner, vil hendes husstand modtage den unge Gerald of Shiring som væbner.
- Moder Cecilia: Priorinde i det meste af bogen. Stærk og streng, hun er også meget omsorgsfuld og har gode intentioner, og elsket af mange. Hun redder Caris fra at blive henrettet for hekseri og kætteri ved at foreslå at hun blev nonne. Hun havde et ømt punkt for Godwyn da han var yngre, men hendes had og mistillid til ham vokser idet han indfører strenge regler om nonners og munkes fysiske nærhed (hvilket fører til at nonnerne mister betydelig adgang til klosterets faciliteter). Senere lærer hun mere om hvor utroværdig han er da han stjæler en stor testamentarisk gave fra nonnernes obligationer, for at kunne betale for en ny og mægtigere priorbolig. Hun dør under det første pestudbrud. I Tv-serien spilles Moder Cecilia af Miranda Richardson.
- Elizabeth Clerk: Modstander af Caris, veluddannet, smuk; ønsker at gifte sig med Merthin og forfører ham næsten, men forpurres af Merthins ugengældte besættelse af Caris; bliver nonne da Merthin afviser hende; politisk modstander af Caris i nonnepolitik, baseret på priorens modvilje. I Tv-serien bliver Elizabeth Clerk spillet af Caroline Boulton.
- Tiggermunken Murdo: En nævenyttig, psykotisk svindler som bruger nidkært fromhed til at tilfredsstille sit begær efter at se kvinder brændt som hekse. Skaffer afgørende beviser for at forsikre Caris' skyld ved hendes retssag om hekseri. I Tv-serien spilles Murdo af John Rado.
- Jarl Roland: Jarl af Shiring; han og sine sønner virkede som Dronningens tro følgesvende ved mordforsøget på Edward II. I Tv-serien spilles jarl Roland af Peter Firth.
- Sir Gerald og lady Maude: Merthin og Ralphs forældre. Efterfølgere af adelige, og bosat sig som pensionærer hos munkeklosteret.